# Зубчатая черепаха
Зубчатая черепаха, лесная черепаха или шабути (лат. Chelonoidis denticulatus) — вид сухопутных черепах.

## Описание

### Внешний вид
Крупная черепаха, длина её панциря до 60 см. Панцирь сверху уплощён, продолговатой формы, заметно расширяется сзади. Окраска тёмно-коричневая, на каждом щитке есть расплывчатое жёлтое пятно. Кожа на шее и передние ноги часто красные или оранжевые.
У зубчатой черепахи хорошо выражен половой диморфизм. Самцы имеют углубление на пластроне и более длинный хвост. Пластрон самок плоский.

### Распространение и среда обитания
Встречается в Южной Америке к востоку от Кордильер, а также на Малых Антильских островах и острове Тринидад.
Обитает в тропических лесах. В период размножения держится у воды и даже заходит в неё.

### Питание
Растительноядна, но, как и большинство сухопутных черепах, не отказывается от некоторого количества животной пищи. После весенних ливней шабути нередко отправляются на распаханные поля в поисках червей.

### Размножение
Зубчатые черепахи откладывают яйца с мая по июнь. В кладке 4—12 эллиптических яиц длиной около 4 см. Черепаха закапывает яйца в лесную подстилку, а иногда просто оставляют на поверхности. Черепашата появляются на свет в сентябре или октябре. На севере выводок может проводить зиму в гнезде, не выходя на поверхность.

## Лесная черепаха и человек
Численность снижается из-за разрушения мест обитания и использования местным населением в пищу.
Шабути на почтовой марке.

## Содержание в неволе
Условия содержания такие же, как для угольной черепахи. Длительность инкубации яиц при температуре 26—30°С при уровне влажности 65—70 % составляет 140—160 дней.

## Иллюстрации

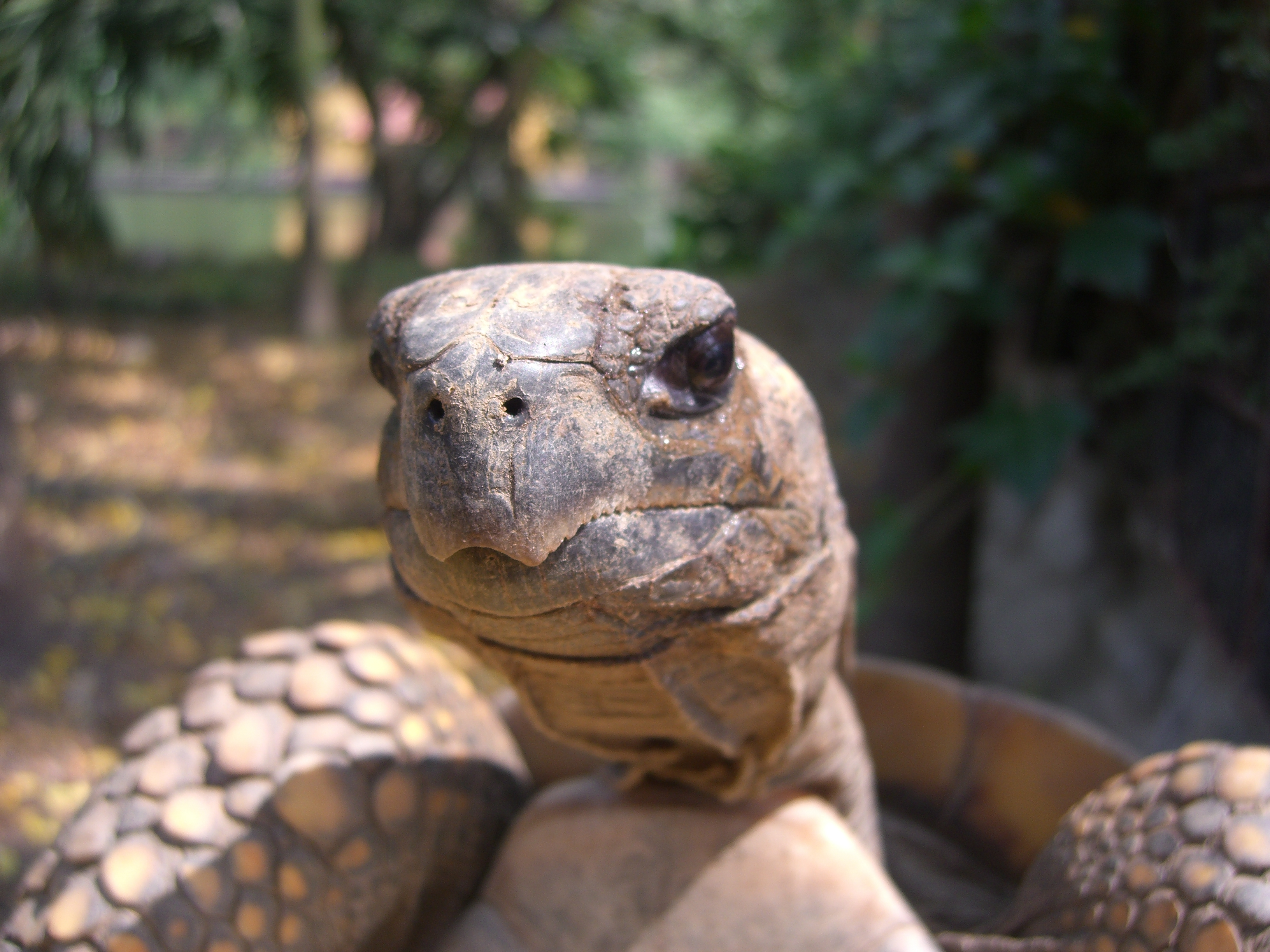
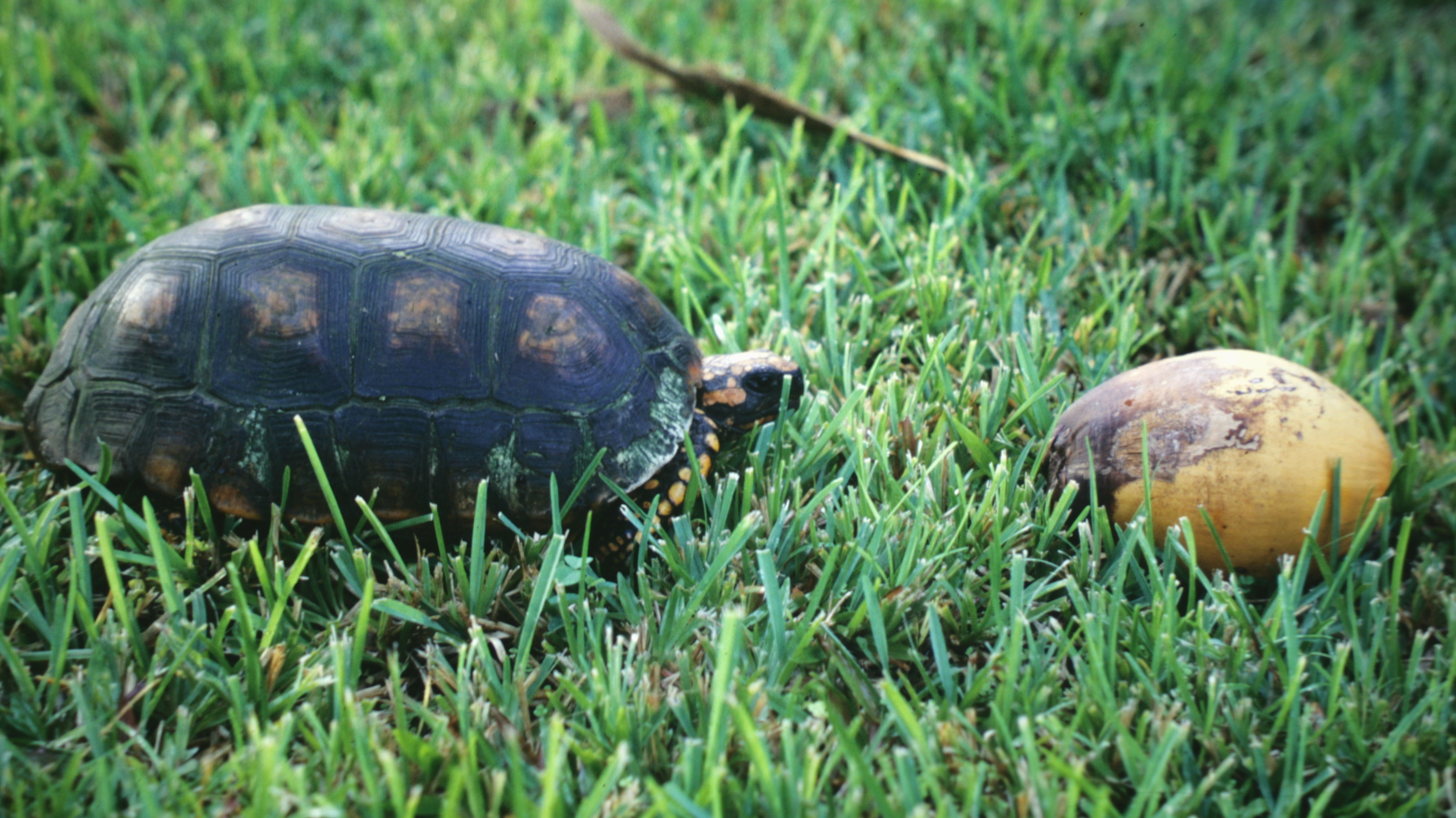
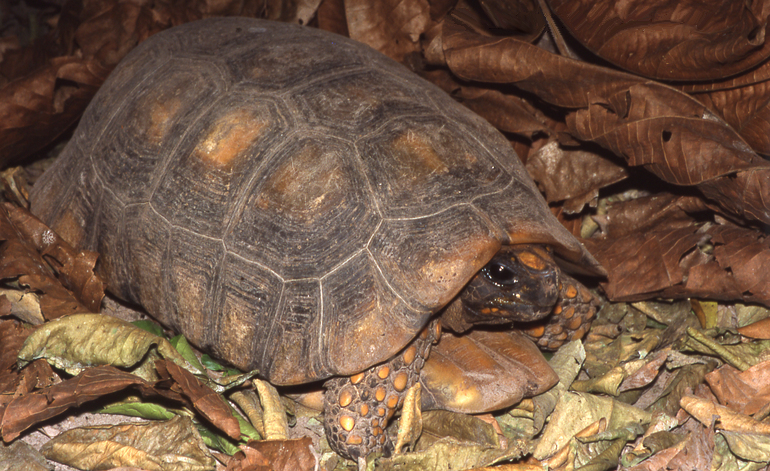